# Weissenau (Thunersee)

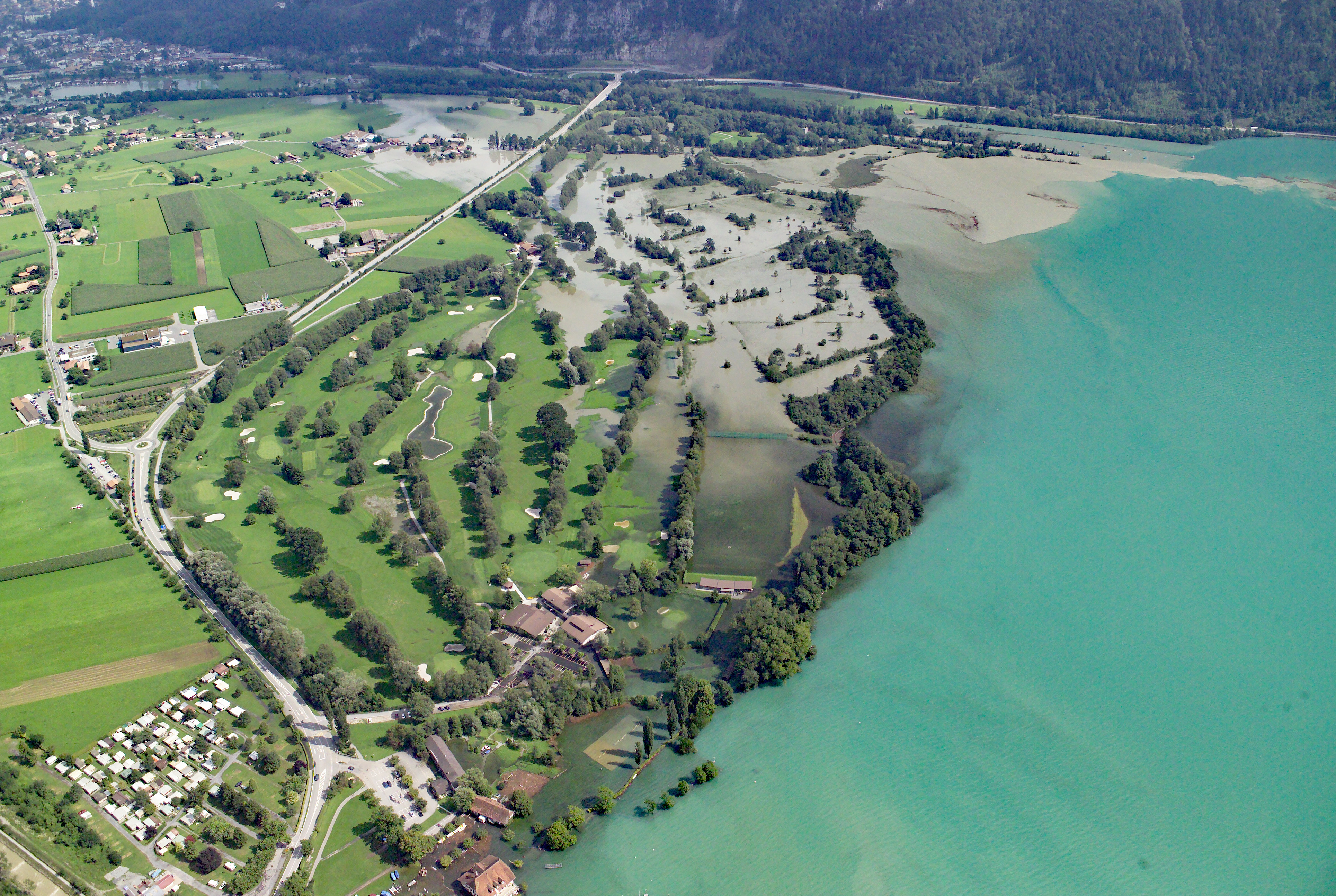
Überschwemmung der Weissenau im August 2005 (Bild: ETH-Bibliothek)

Die Weissenau ist eine Landschaft am Ostufer des Thunersees im Schweizer Kanton Bern. Das flache Feuchtgebiet ist als Naturreservat und Landschaftsschutzgebiet von nationaler Bedeutung ausgewiesen und auch als Naturschutzgebiet Weissenau und Naturschutzgebiet Weissenau-Neuhaus bzw. Naturschutzgebiet Neuhaus-Weissenau bekannt.
Die Uferlandschaft mit einer ausgedehnten Flachwasserzone, Schilfröhricht, Riedwiesen, Wald- und Moorflächen ist mehrfach als Schutzobjekt definiert. Der Kernbereich wurde 1931 privatrechtlich als Vogelschutzzone gesichert und 1943 vom Kanton Bern offiziell zum staatlichen Naturschutzgebiet «Neuhaus-Weissenau» erklärt. Das grössere Landschaftsschutzgebiet «Weissenau» mit einer Fläche von 82 Hektaren ist als Objekt gemäss der IUCN-Schutzgebiet-Kategorie VI im Bundesinventar der Landschaften und Naturdenkmäler von nationaler Bedeutung (BLN) verzeichnet. Im gleichen Raum liegen weitere, sich überlagernde Biotop- und Artenschutzgebiete der strengeren Kategorie IV: Die Uferlandschaft oder Abschnitte davon sind auch als Auengebiet von nationaler Bedeutung, als Amphibienlaichgebiet von nationaler Bedeutung und als Flachmoor von nationaler Bedeutung durch die entsprechenden Bundesinventare geschützt. Zudem ist die Weissenau im Inventar der Schweizer Wasservogelgebiete von internationaler und nationaler Bedeutung aufgeführt.

## Geografie
Das Schutzgebiet Weissenau liegt in der flachen Uferzone am östlichen Rand des Thunersees bei der Mündung der Aare. Das Gebiet gehört zur Gemeinde Unterseen und bildet den äusseren Bereich des «Unteren Stadtfelds». Das flache Seeufer hat zwischen dem Bergzug des Därliggrats im Süden und dem Chienberg im Norden eine Länge von zwei Kilometern. Es verläuft von Südosten, wo die Aare in den See mündet und der Schifffahrtskanal nach Interlaken beginnt, nach Nordwesten bis zur Mündung des Lombachs. Auf dem schmalen Uferstreifen im Südosten mit dem Flurnamen «Lütschera» zwischen dem Schifffahrtskanal und dem steilen Berghang an der Lütschflüe, ausserhalb des Schutzgebiets, verlaufen die Hauptstrasse 6 und die BLS-Bahnlinie von Spiez nach Interlaken, die 1872 von der Bödelibahn errichtet wurde.
Die mehrere Quadratkilometer grosse Ebene bei Unterseen ist nicht als Flussdelta der Aare entstanden, denn diese lagerte ihr Schwemmmaterial bereits bei der Mündung in den Brienzersee ab, sondern durch Sedimente des Lombachs und der Lütschine. Diese beiden Nebenflüsse der Aare führten viel Geröll aus dem Gebirge in das Aaretal hinunter und bildeten zwei grosse Schuttkegel, die zusammen den nach dem Eiszeitalter entstandenen Alpenrandsee, den sogenannten Wendelsee, in ein oberes Seebecken, den heutigen Brienzersee, und ein unteres Seebecken, den heutigen Thunersee, teilten. Das so gebildete Land zwischen den Seen wird «Bödeli» genannt. Die Lütschine fliesst seit dem Mittelalter von Wilderswil zum Brienzersee. Dessen Seespiegel liegt oberhalb des Lütschinedeltas auf 564 m ü. M. und somit etwa sechs Meter höher als der Normalwasserstand des Thunersees, der durch Regulierwehre in Thun üblicherweise auf der Kote von 557,8 m ü. M. gehalten wird. Die Ebene am Ufer des Thunersees mit dem Naturschutzgebiet Weissenau wird hauptsächlich vom Lombachdelta gebildet, neben dem die Aare ganz am linken Rand der Ebene gegen Westen fliesst. Das Gebiet Weissenau als äusserer Deltarand liegt nur knapp über dem Seespiegel des Thunersees auf 559 m ü. M. und bildet ein weites Feuchtgebiet, das bei Hochwasser der Berner Oberländer Flüsse immer wieder überschwemmt wird. So überschritt der Seespiegel in den Jahren 1999 und 2005 die Kote von 559 m ü. M.
Im südlichen Bereich des Schutzgebiets liegt neben der kanalisierten Aare die Ruine der mittelalterlichen Burg Weissenau. Die Anlage befand sich ursprünglich zwischen zwei Mündungsarmen der Aare und besass einen befestigten Hafen am Thunersee. Sie war im 13. und 14. Jahrhundert ein Stützpunkt der Freiherren von Weissenburg, einem mächtigen Geschlecht im Berner Oberland. Die Fläche der seit dem 16. Jahrhundert zur Ruine zerfallenen Burg ist als archäologische Zone des Kantons Bern ausgewiesen und geschützt und gilt als Kulturgut von nationaler Bedeutung. Nördlich der ehemaligen Burg entstand aus dem ehemaligen nördlichen Mündungstrichter der alten Aare im 20. Jahrhundert eine Bucht am Seeufer.
Nordwestlich des Schutzgebiets befindet sich an der Lombachmündung die Siedlung Neuhaus, wo seit dem Mittelalter eine Gastwirtschaft bestand. Der Schiffsanleger von Neuhaus war für den Reiseverkehr nach Interlaken und ins Hochgebirge im 19. Jahrhundert wichtig. Nach der Eröffnung der Eisenbahnstrecke nach Interlaken 1872 wurde die Schiffstation jedoch an das andere Seeufer nach Därligen verlegt und Neuhaus verlor die Bedeutung als Umsteigeort der Touristen. Heute ist der Ort eine Ferienstation mit Strandbädern am Thunersee und einem Campingplatz. Mit dem Bau der Kantonsstrasse am rechten Ufer des Sees, genannt «Seestrasse» (Hauptstrasse 221), in den 1880er erhielt Neuhaus wieder den Anschluss an den überregionalen Verkehr.
Die alte Landstrasse am linken Ufer des Thunersees führte von Spiez über Därligen in das Gebiet Lütschera (oder Lütschern), wo sich im Mittelalter der Marktplatz Widon befand, und überquerte bei der Burg Weissenau auf einer Brücke die Mündungsarme der Aare. Beim Bau des Schifffahrtskanals und der Bahnlinie wurde dieser Aareübergang aufgehoben und eine neue Strasse östlich des Kanals nach Interlaken gebaut. Die alte Strasse führt von Unterseen heute nur noch in die Weissenau und zum Parkplatz in der Nähe der Burgruine und des Schutzgebiets. Durch die Uferlandschaft führen mehrere Fusswege; ein schmaler Steg überbrückt die Aare unweit von der Mündung in den See, und eine weitere Brücke für den Langsamverkehr überquert sowohl die Aare als auch den Schifffahrtskanal. Bereits 1890 wurde ein Strandweg von Unterseen nach Neuhaus angelegt, der heute den Besuch des Naturschutzgebiets ermöglicht und als hindernisfreier Weg auch für Personen mit Rollstuhl geeignet ist. Am Seeuferweg steht der Weissenauer Beobachtungsturm, von dem aus die Wasservögel oft gut zu sehen sind.
An das Naturschutzgebiet schliesst auf der vom See abgewandten, nordöstlichen Seite der Golfplatz «Interlaken-Unterseen» an. Für die Golfanlage wurde in den 1960er Jahren Landwirtschafts- und Moorgebiet auf einer Fläche, die grösser als das Schutzgebiet ist, nach Plänen des deutschen Golfarchitekten Bernhard von Limburger vom Golfplatzbauer Donald Leslie Harradine in eine künstliche Parkanlage mit Birkenreihen zwischen den Fairways verwandelt. Ein Gebiet mit dem Flurnamen «Moos» wurde dabei mit Sickerleitungen entwässert. 1996 bis 2005 liess der Golfclub Interlaken-Unterseen aufgrund einer kantonalen Verordnung den Platz umbauen und ökologisch aufwerten. Mehrere Wasserläufe und Weiher, Gebüschgruppen auf dem Golfplatz und wiederhergestellte Riedweisen und Fischlaichplätze bilden nun eine Ergänzung zum nahen, geschützten Moorbiotop und Vogelschutzgebiet.
Am Ostrand des Golfplatzes verläuft die 1981 als Nationalstrassenabschnitt gebaute direkte Verbindung der Hauptstrasse 221 von Neuhaus zum Anschluss «Interlaken-West» an der Autobahn A8. Der Strassenabschnitt 221.4 wird auch Unterseenstrasse genannt und überquert mit der Aarekanalbrücke die Aare, den Schifffahrtskanal, die A8 und danach auch die Bahnlinie.

## Geschichte des Schutzgebiets
1923 setzte sich der regionale Heimatschutzverein dafür ein, im landschaftlich und als Biotop bedeutenden Ufergebiet bei Unterseen ein Schutzgebiet zu errichten. Wegen der starken Siedlungsentwicklung im Tourismusgebiet von Interlaken und rund um die beiden Seen wurde 1933 der Uferschutzverband Thuner- und Brienzersee (UTB) gegründet, der sich um «die Erhaltung des Landschaftsbildes des Thuner- und Brienzersees in seiner Eigenart, ferner die Erhaltung und Erschliessung einzelner Uferpartien zur öffentlichen Benützung» bemühte. Ein wichtiges Ziel der von Hans Spreng (1891–1963) geführten Organisation bestand von Anfang in der Unterschutzstellung der Naturlandschaft Weissenau. Dass auch dieser Naturraum bedroht war, hatte sich gezeigt, als 1931 eine Privatperson die Bewilligung zum Bau eines Ferienhauses im Riedgebiet der Weissenau erhielt, so wie es damals an vielen Seeufern in der Schweiz geschah; zehn Jahre nach der Ausweisung des Schutzgebiets liess der Kanton Bern dieses Gebäude entfernen.
Auch die 1909 gegründete Schweizerische Gesellschaft für Vogelkunde und Vogelschutz erkannte die Bedeutung des Feuchtgebiets für Wasser- und besonders auch für Zugvögel und konnte 1931 eine Zone in der Weissenau durch einen Vertrag mit der Burgergemeinde Unterseen als Vogelschutzgebiet sichern. Damals war die äussere Randzone des Unteren Stadtfelds von Unterseen mit Entwässerungsgräben bereits bis auf eine kleine Restfläche des ehemaligen Rieds trockengelegt und urbarisiert worden.
1942 kaufte der Uferschutzverband Thuner- und Brienzersee von der Gemeinde Unterseen vier Parzellen in der Uferlandschaft und sicherte ein weiteres Gebiet mit einem Dienstbarkeitsvertrag gegen jede weitere Überbauung. Darauf errichtete der Kanton Bern durch einen Beschluss des Regierungsrats vom 20. August 1943 das staatliche Naturschutzgebiet Weissenau-Neuhaus mit der Fläche von zunächst 16,24 Hektaren. 1964 erweiterte die Kantonsregierung die Reservatsfläche auf 44 Hektaren und verhängte ein Fahrverbot für Wasserfahrzeuge in der Weissenaubucht. 1981 beschloss die Kantonsregierung im Zusammenhang mit der Ortsplanung von Unterseen, zusätzliche Riedflächen dem kantonalen Naturschutzgebiet hinzuzufügen, das damit auf die Fläche von 49,7 Hektaren vergrössert wurde. Davon liegen 26,8 Hektaren auf dem Land und 22,9 Hektaren auf dem Wasser.
Das in den 1960er Jahren von Schweizer Naturschutzorganisationen verfasste KLN-Inventar enthielt auch das Gebiet «Weissenau» wegen seiner grossen Bedeutung für Flora und Fauna (KLN-Objekt 3.15). Darauf gestützt übernahm das Bundesinventar der Landschaften und Naturdenkmäler von nationaler Bedeutung das Gebiet bei der Inventarrevision 1983 als Schutzgebiet Nr. 1508. 1992 wurde das Schutzgebiet im Bundesinventar der Auengebiete von nationaler Bedeutung eingetragen, 1994 bzw. 1996 im Bundesinventar der Flachmoore von nationaler Bedeutung und 2001 im Bundesinventar der Amphibienlaichgebiete von nationaler Bedeutung.

## Naturlandschaft
Die Weissenau liegt auf einer der grossen Schwemmebenen im Berner Oberland. Sie liegt am untern Rand des vom Lombach am Thunersee geschaffenen Deltas. Der Wildbach tritt bei der Siedlung St. Niklausen nördlich von Unterseen aus dem Gebirgstal von Habkern hinaus in die offene Landschaft. Das Bachbett liegt am Nordrand des Schuttkegels und ist seit dem 19. Jahrhundert durch Verbauungen gesichert worden, so dass der Fluss das Kulturland bei Unterseen nicht mehr überfluten kann. Nach verheerenden Hochwässern des Lombachs im Winter 1885–1886 und 1896–1897 liess der Kanton Bern mit einer Subvention durch den Bund das Bachbett durch die Schwellenkorporation mit Sperren und Schutzmauern verbauen. Die Oberfläche des Schwemmfächers weist zu Beginn ein etwas stärkeres Gefälle auf; danach läuft die Ebene zum See hin flach aus. Beim Übergang zur Seefläche erstreckt sich am flachen Ufer im grössten natürlich erhaltenen Feuchtgebiet am Thunersee ein ausgedehnter Schilfgürtel. Im Bereich der früheren Aaremündung westlich der Ruine Weissenau steht im Flachwasser ein besonders ausgedehntes Röhricht.

## Flora und Fauna
Die naturnahe Uferlandschaft ist von Schilfflächen, Riedwiesen, Auwäldern, Gehölzen und Gebüschstreifen geprägt. Die Landschaft geht von der Randzone des Sees zu einem feuchten Sumpfgebiet und einem Flachmoor und der meistens trocken liegenden Zone des Auwalds über. Die meisten Gewächse auf dem anschliessenden Golfplatz wurden künstlich angepflanzt, ergänzen jedoch die für Insekten und Vögel wertvollen Pflanzengemeinschaften im Gebiet. Etwa 40 Baum- und Straucharten und 18 Orchideenarten wurden im Gebiet Weissenau nachgewiesen.
Im ständig unter Wasser stehenden Seerand wachsen Schilf (Phragmites communis), Teichbinsen (Schoenoplectus), Armleuchteralgen, Laichkräuter (Potamogeton), Tausendblatt (Myriophyllum verticillatum), Tannenwedel (Hippuris vulgaris), Wasserhahnenfuss (Ranunculus flaccidus), Wasserschlauch (Utricularia vulgaris), Rohrkolben (Typha latifolia), Froschlöffel (Alisma plantago aquatica), Igelkolben (Sparganium minimum) und Wasser-Ehrenpreis (Veronica anagallis aquatica). Auf den ufernahen, aber meistens trockenen Strandflächen mischen sich Schilf, Sumpfpflanzen, mehrere Gräserarten und Blütenpflanzen.
Im Sumpfgebiet und mehr noch auf den trockenen Bereichen stehen verschiedene Gehölze und Bäume. Dazu gehören der Faulbaum (Frangida alnus), die Aschweide (Salix cinerea) und andere Weidenarten, die Schwarzerle (Alnus glutinosa), die Waldföhre (Pinus silvestris), Eschen, Schwarzpappeln, Grauerlen, selten und nur kleinwüchsig die Eiche (Quercus robur). In den Auwald wurden stellenweise Fichten, Lärchen, Linden, Schwarzföhren und Birken eingepflanzt. In der Nähe von Neuhaus stehen auf dem höheren Boden nahe an der Lombachmündung Buchen.
Das Biotop ist durch verschiedene Einflüsse bedroht: Am Seeufer und im Schilf sammeln sich auflandende Abfälle und Schwemmholz, die durch die Strömung und den Wind verdriftet werden. Das Flachmoor läuft Gefahr zu verbuschen und muss periodisch gemäht werden. Invasive Neophyten wie Goldrutenarten breiten sich in der Ebene aus.

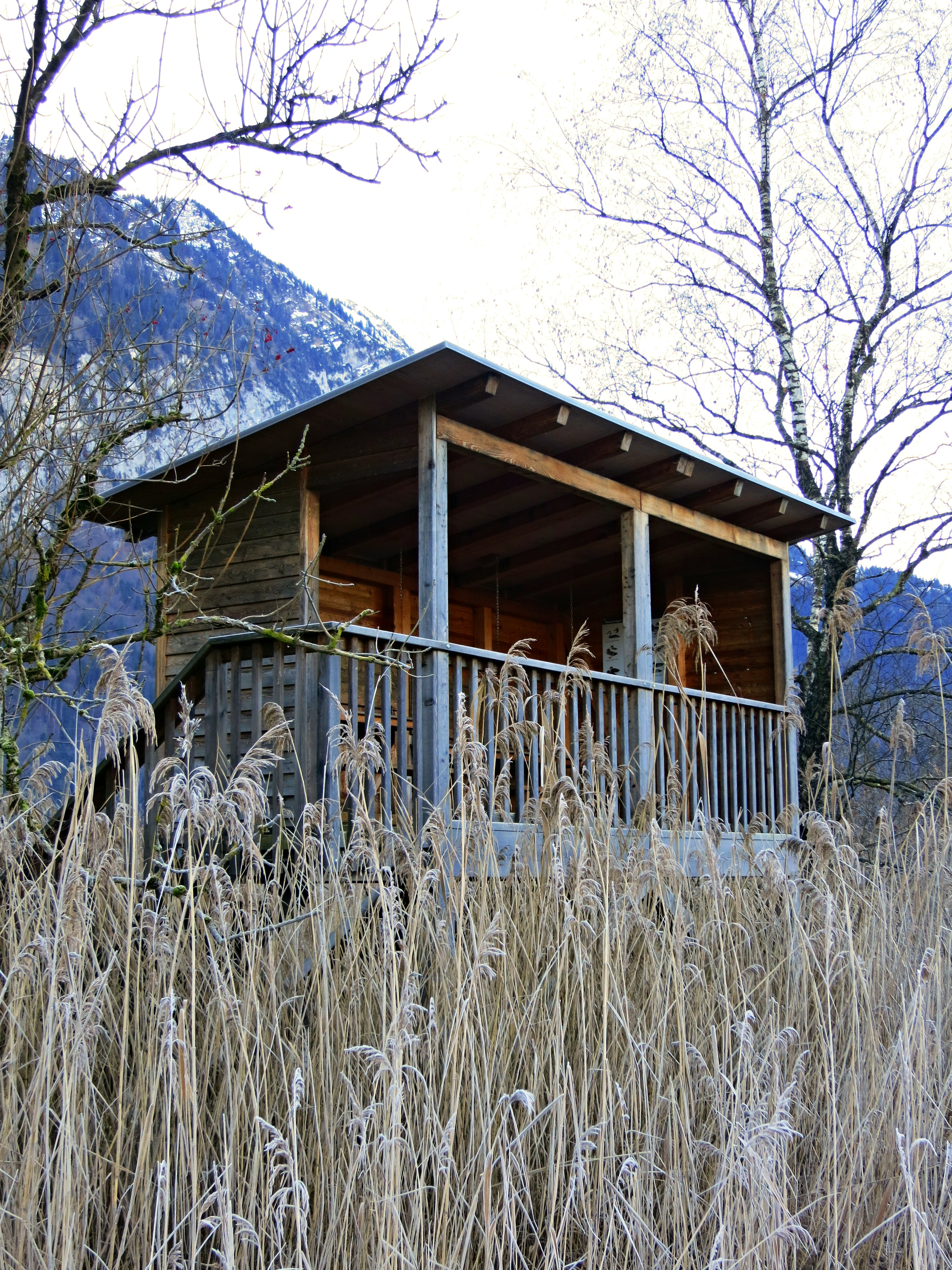
Beobachtungsturm in der Weissenau

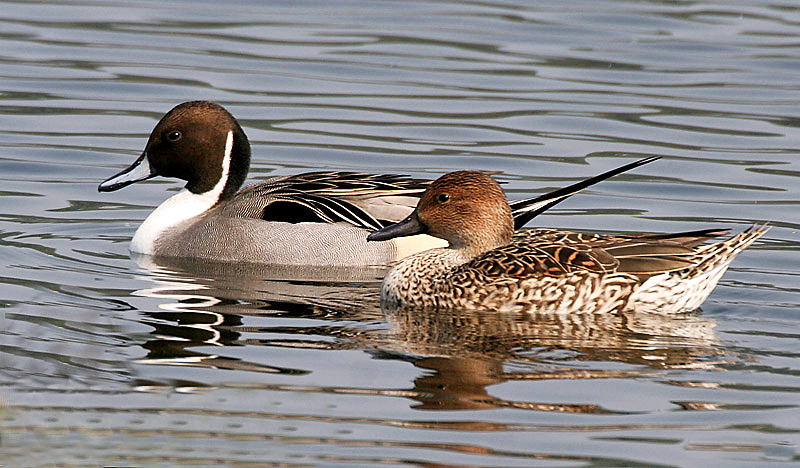
Spiessenten

Das Schutzgebiet ist ein wertvoller Brut-, Rast- und Überwinterungsplatz für Wasservögel am Nordrand der Alpen. Bei ornithologischen Erhebungen wurden 20 Brutvogelarten und – teils häufig und teils nur gelegentlich – eine Vielzahl weiterer Vogelarten beobachtet. Das um 1940 zusammengestellte Inventar der Vogelarten in der Weissenau enthält: Kolkrabe (Corvus corax), Rabenkrähe (Corvus corone), Elster (Pica pica), Eichelhäher (Garruluss glandarius), Star (Sturnus vulgaris), Grünfink (Chloris chloris), Distelfink (Carduelis carduelis), Erlenzeisig (Carduelis spinus), Gimpel (Pyrrhula pyrrhula), Fichtenkreuzschnabel (Looxia curvirostra), Buchfink (Fringilla coelebs), Haussperling (Passer domesticus), Goldammer (Emberiza citrinella), Rohrammer (Emberiza schoeniclus), Feldlerche (Alauda arvensis), Baumpieper (Anthus trivialis), Wasserpieper (Anthus spinoletta), Gebirgsstelze (Motacilla cinerea), Bachstelze (Motacilla alba), Gartenbaumläufer (Certhia brachydactyla), Kleiber (Sitta europaea caesia), Kohlmeise (Parus major), Blaumeise (Parus caeruleus), Tannenmeise (Parus ater), Haubenmeise (Parus cristatus mitratus), Sumpfmeise (Parus palustris), Schwanzmeise (Aegithalos caudatus europaeus), Gelbköpfiges Goldhähnchen (Regulus regulus), Feuerköpfiges Goldhähnchen (Regulus ignicapillus), Rotrückiger Würger (Lanius collurio), Grauer Fliegenschnäpper (Musciicapa striata), Trauerschnäpper (Ficedula hypoleuca), Weidenlaubsänger (Phylloscopus collybita), Waldlaubsänger (Phylloscopus sibilatrix), Fitislaubsänger (Phylloscopus trochilus), Berglaubsänger (Phylloscopus bonelli), Drosselrohrsänger (Acrocephalus arundinaceus), Teichrohrsänger (Acrocephalus scirpaceus), Sumpfrohrsänger (Acrocephalus palustris), Binsenrohrsänger (Acrocephalus paludicola), Gartengrasmücke (Sylvia borin), Mönchsgrasmücke (Sylvia atricapilla), Dorngrasmücke (Sylvia communis), Singdrossel (Turdus philomelos), Wacholderdrossel (Turdus pilaris), Amsel (Turdus merula), Braunkehlchen (Saxicola rubetra), Gartenrotschwanz (Phoenicurus phoenicurus), Hausrotschwanz (Phoenicurus ochrurus gibraltariensis), Rotkehlchen (Erithacus rubecula), Zaunkönig (Troglodytes troglodytes), Wasseramsel (Cinclus cinclus), Rauchschwalbe (Hirundo rustica), Mehlschwalbe (Delichon urbica), Felsenschwalbe (Riparia rupestris), Alpensegler (Micropus melba), Mauersegler (Micropus micropus), Wiedehopf (Upupa epops), Eisvogel (Alcedo atthis ispida), Grünspecht (Pica viridis), Grosser Buntspecht (Dryobates major), Wendehals (Jinx torquilla), Kuckuck (Cuculus canorus), Waldohreule (Asio otus), Uhu (Bubo bubo), Mäusebussard (Buteo buteo), Rohrweihe (Circus aeruginosus), Habicht (Accipiter gentilis marginatus), Sperber (Accipiter nisus), Schwarzmilan (Milvus migrans), Fischreiher (Ardea cinerea), Purpurreiher (Ardea purpurea), Seidenreiher (Egretta garzelta), Höckerschwan (Cygnus olor), Stockente (Anas platyrhyncha), Krickente (Anas crecca), Spiessente (Anas acuta), Löffelente (Spatula clypeata), Tafelente (Nyroca ferina), Reiherente (Nyroca fuligula), Schellente (Claucionetta clangula), Haubentaucher (Podiceps cristatus), Zwergtaucher (Podiceps ruficollis), Ringeltaube (Columba palumbus), Hohltaube (Columba oenas), Turteltaube (Streptopelia turtur), Kiebitz (Vanellus vanellus), Lachmöwe (Larus ridibundus), Wasserralle (Rallus aquaticus), Teichralle (Gallinula chloropus), Blässhuhn (Fulica atra).

## Schutzziele
Gemäss den verschiedenen Schutzkategorien und Regelwerken der Bundesinventare ist für das Reservat Weissenau ein System von Schutzbestimmungen in Kraft. Das Bundesinventar der Landschaften und Naturdenkmäler von nationaler Bedeutung bezeichnet zusammenfassend als Hauptziel die Erhaltung
- des Gebiets Weissenau als bedeutendste Verlandungszone des Thunersees,
- des natürlichen Seeufers,
- der Feuchtbiotope und Auenwälder in ihrer Qualität, ökologischen Funktion sowie mit ihren charakteristischen Pflanzen- und Tierarten,
- der Lebensraumbedingungen, insbesondere was die Ungestörtheit der Brut-, Überwinterungs-, Rast- und Mauserplätze für Wasser- und Zugvögel betrifft,
- der Streueflächen mit ihrer biologischen Vielfalt,
- der Burgruine Weissenau mit ihrer Bausubstanz und ihrem Umfeld und
- der historischen Verkehrswege im Gebiet.